# Osbeckia muralis
Osbeckia muralis är en tvåhjärtbladig växtart som beskrevs av Charles Victor Naudin. Osbeckia muralis ingår i släktet Osbeckia och familjen Melastomataceae. Inga underarter finns listade i Catalogue of Life.

## Bildgalleri

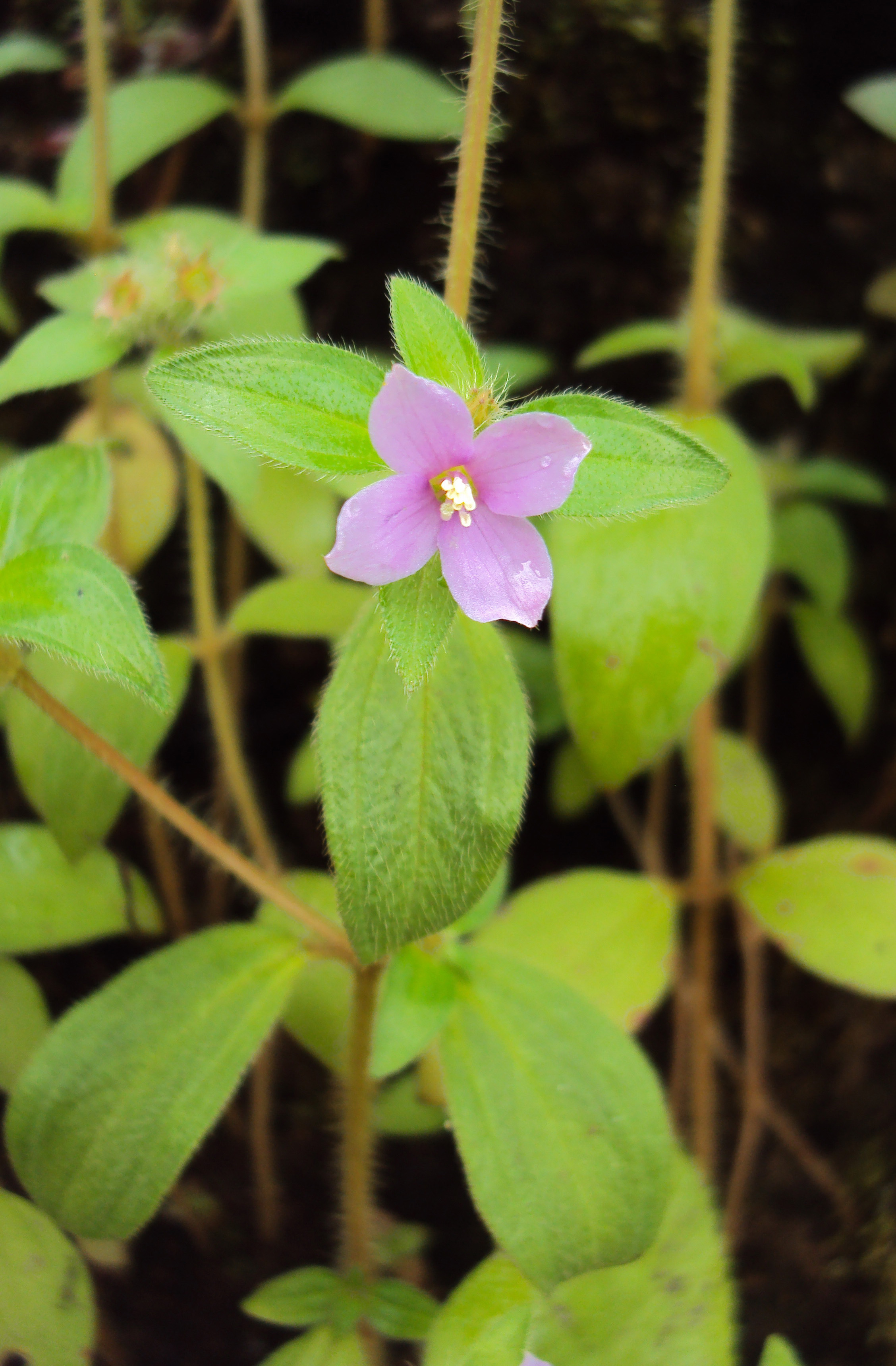
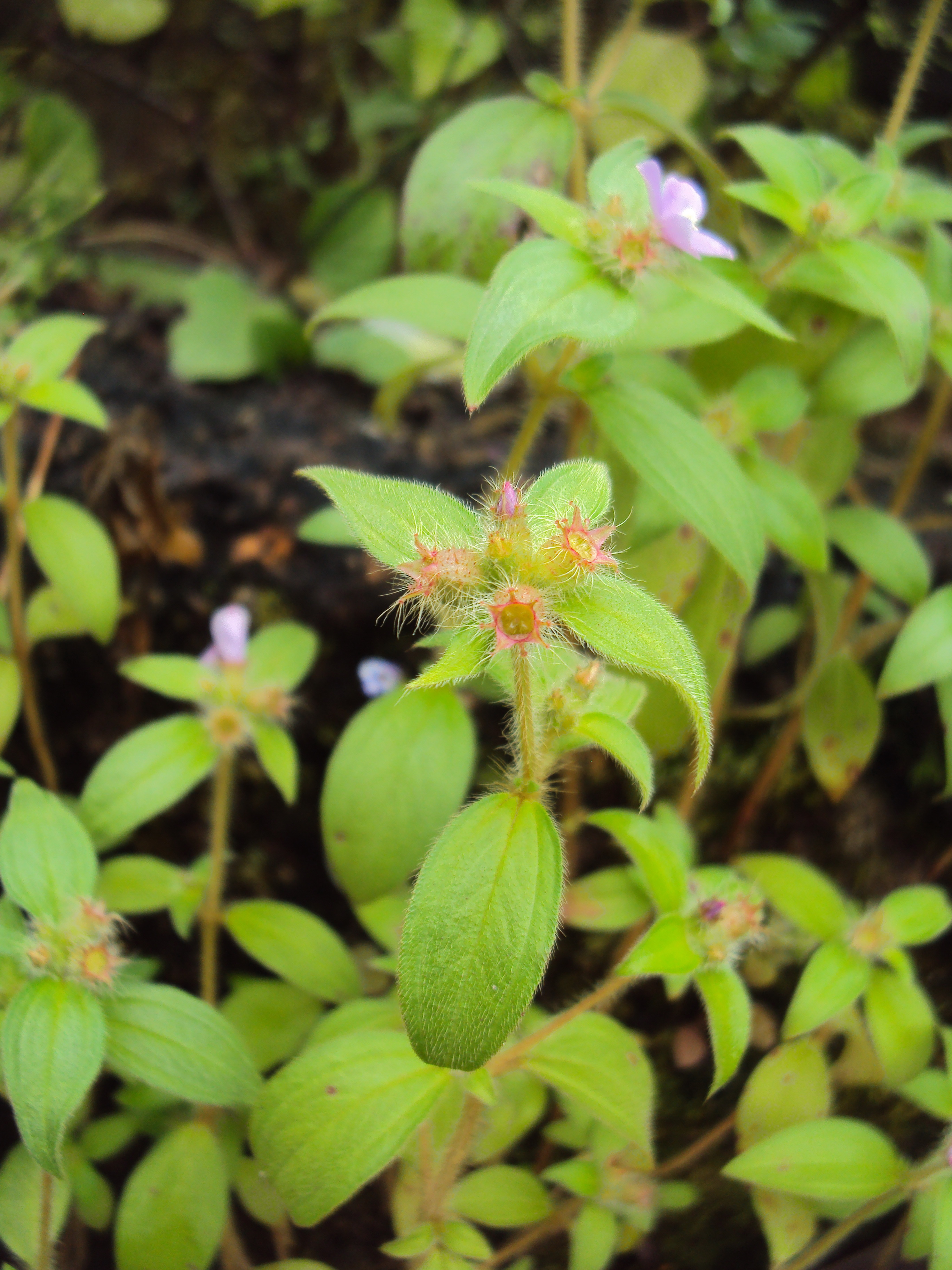
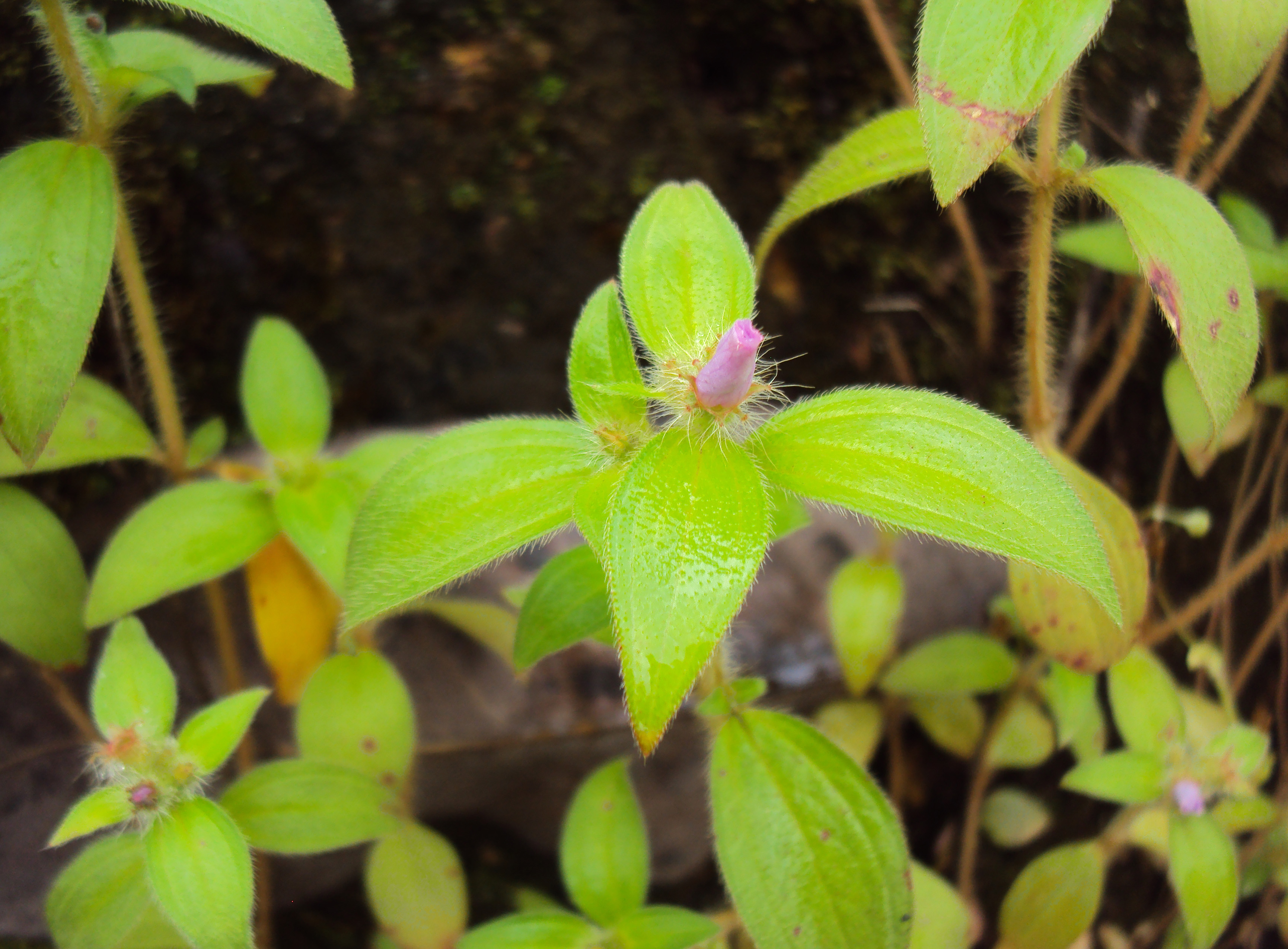
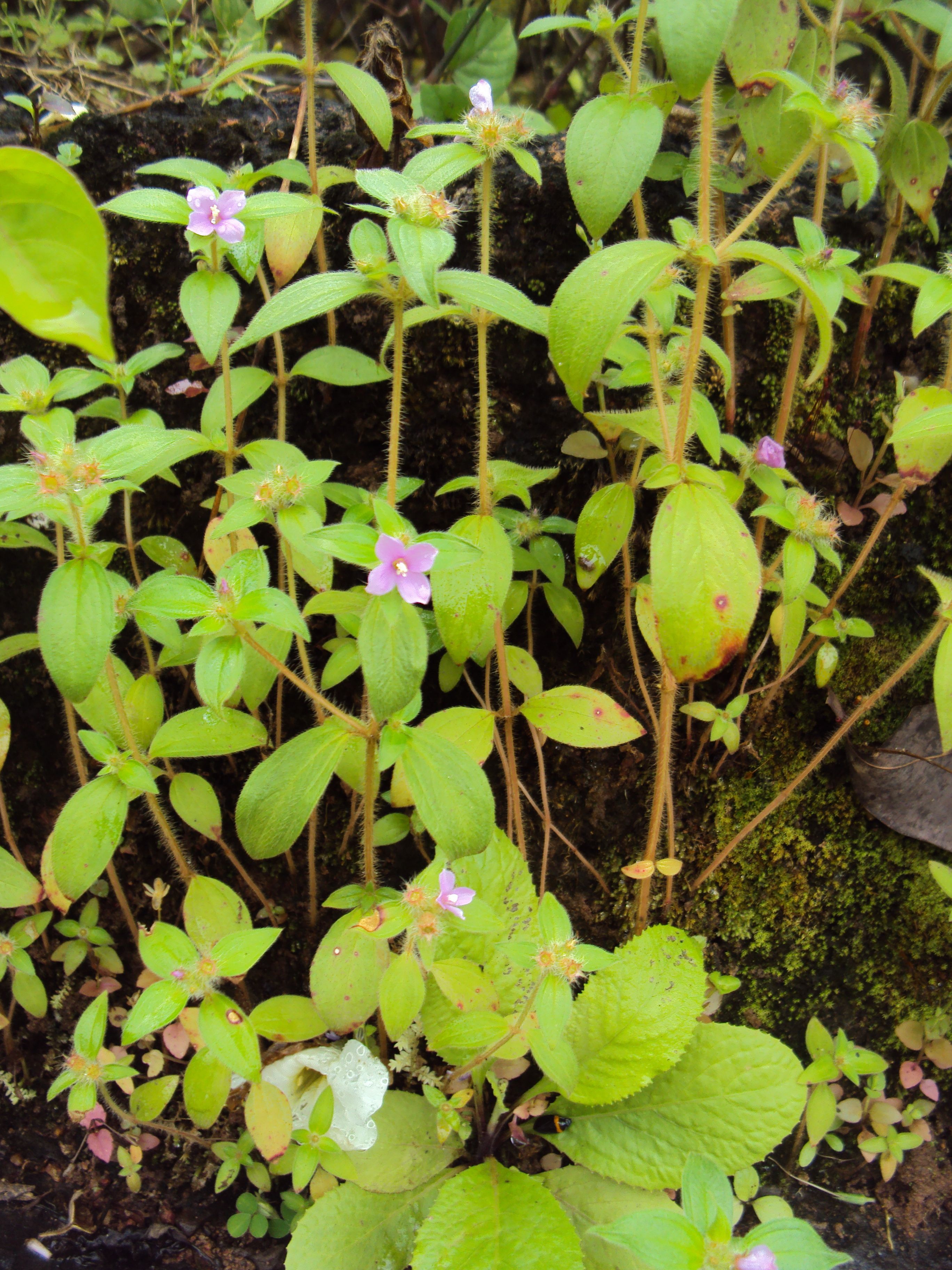
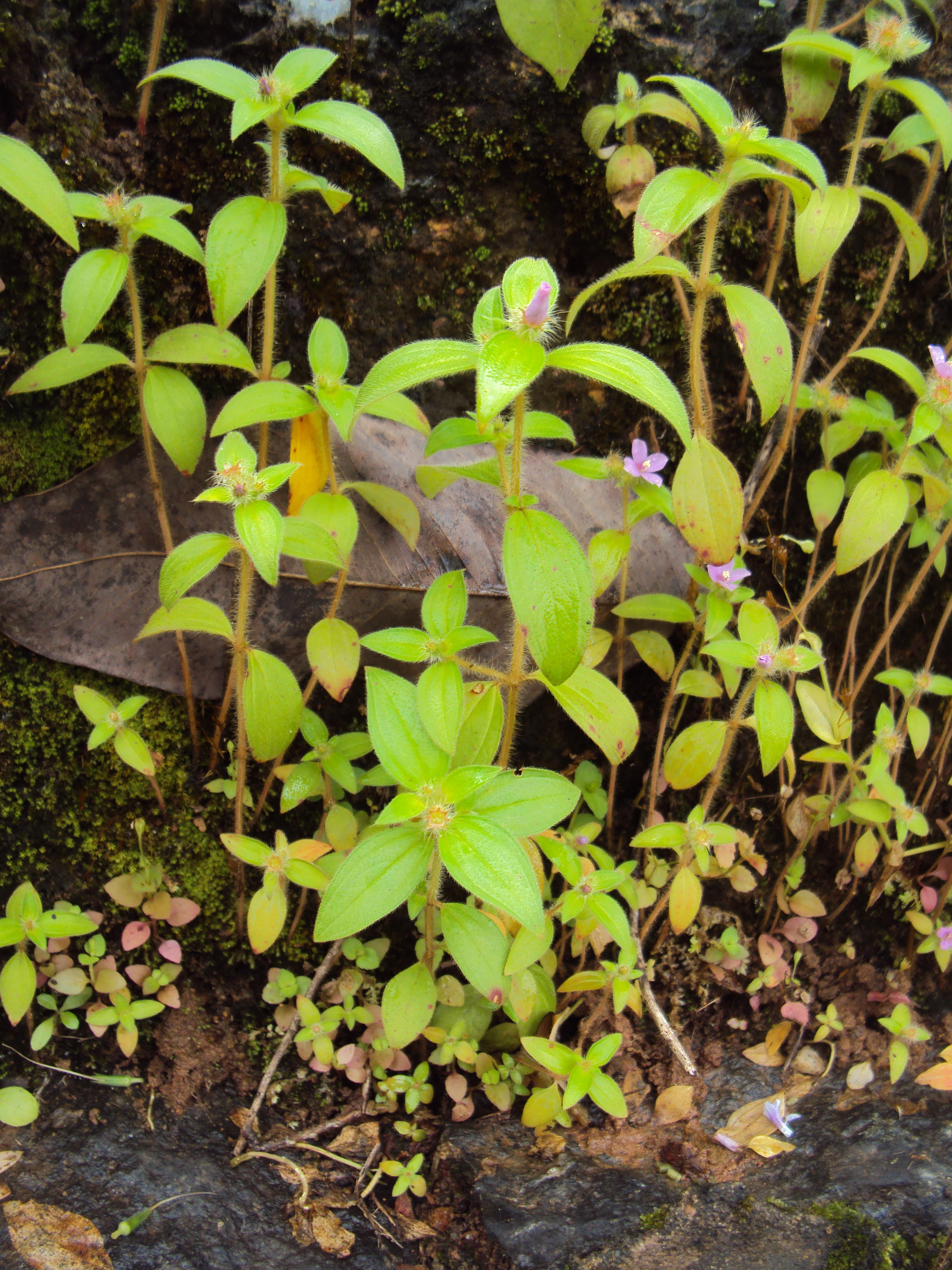
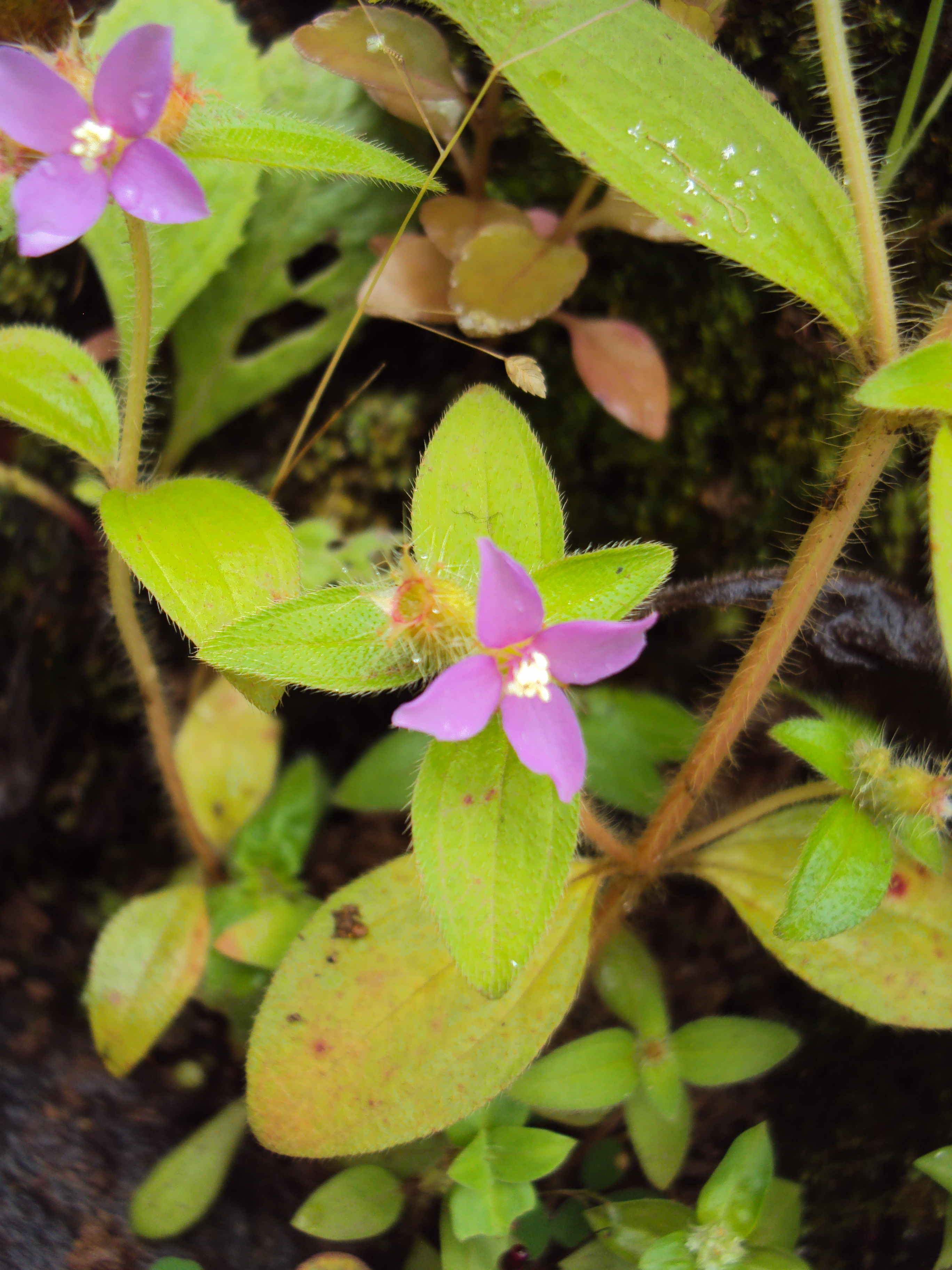